# Gorbiscape
Genre
Gorbiscape est un genre d'araignées aranéomorphes de la famille des Agelenidae.

## Distribution
Les espèces de ce genre se rencontrent en Asie centrale et dans l'Ouest du bassin méditerranéen.

## Liste des espèces
Selon World Spider Catalog (version 25.5, 04/02/2025) :
- Gorbiscape agelenoides (Walckenaer, 1841)
- Gorbiscape gorbachevi Zamani & Marusik, 2020
- Gorbiscape zarafshanicus Fomichev & Shodmonov, 2024

## Systématique et taxinomie
Ce genre a été décrit par Zamani et Marusik en 2020 dans les Agelenidae.

## Étymologie
Ce genre est nommé en l'honneur de Mikhaïl Gorbatchev.

## Publication originale
- Zamani & Marusik, 2020 : « A review of Agelenini (Araneae: Agelenidae: Ageleninae) of Iran and Tajikistan, with descriptions of four new genera. » Arachnology, vol. 18, no 4, p. 368-386.